# 보만다
《보만다》(Salamence, 일본어: ボーマンダ 보만다[*])는 포켓몬스터 시리즈에 등장하는 가공의 캐릭터이다.
| 이름       | 이름          | 이름          | 도감번호                                 | 성비                |
| 한국어     | 일본어        | 영어          | 도감번호                                 | 성비                |
| 아공이     | タツベイ      | Bagon         | 전국 371 호연(3세대) 187 호연(6세대) 196 | 수컷: 50% 암컷: 50% |
| 쉘곤       | コモルー      | Shelgon       | 전국 373 호연(3세대) 188 호연(6세대) 197 | 수컷: 50% 암컷: 50% |
| 보만다     | ボーマンダ    | Salamence     | 전국 373 호연(3세대) 189 호연(6세대) 198 | 수컷: 50% 암컷: 50% |
| 포켓몬     | 타입          | 분류          | 신장                                     | 체중                |
| 아공이     | 드래곤        | 돌머리 포켓몬 | 0.6m                                     | 42.1kg              |
| 쉘곤       | 드래곤        | 인내 포켓몬   | 1.1m                                     | 110.5kg             |
| 보만다     | 드래곤 / 비행 | 드래곤 포켓몬 | 1.5m                                     | 102.6kg             |
| 메가보만다 | 드래곤 / 비행 | 드래곤 포켓몬 | 1.8m                                     | 112.6kg             |

| 특성(숨겨진 특성은 * / 메가진화 특성은 **) |                                                               |
| 위협                                       | 전투에 나올 시 상대측의 공격을 1랭크 낮춘다.                  |
| *자기과신                                  | 포켓몬을 쓰러뜨릴 때마다 공격이 1랭크 상승한다.               |
| **스카이스킨                               | 노말 타입 기술이 비행 타입 기술이 되고 위력이 1.2배 증가한다. |

## 특징
아공이에서 쉘곤을 거쳐 진화한 모습으로 날개가 생긴 기쁨을 나타내기 위해 넓은 하늘을 날아다니며 불을 뿜으며 기뻐한다. 전체적으로 예리한 체구로 송곳니나 큰 날개 등을 가진 전형적인 드래곤에 가까운 모습을 하고 있다. 사족 보행이지만 하늘을 날며 이동하는 것을 좋아한다. 몸의 색은 푸르고 날개는 붉게 물들어 있다. 화내면 이성을 잃고 손톱이나 어금니로 베어 찢어 불길로 주위를 불태우면서 날뛴다고 한다. 일본어인 '사라만다'와 영어인 '사라만스(Salamence)'는 이 포켓몬의 이름에 큰 영향을 끼쳤다.

## 게임에서의 보만다
쉘곤이 레벨 50이 되면 보만다로 진화한다.
229번 도로의 엘리트 트레이너에게서  보만다의 데이터를 얻을 수 있고, Pt 기라티나 버전에서는 현이와의 대결(레벨 63)로도 얻을 수 있다.
《포켓몬스터 오메가루비·알파사파이어》에서 메가진화가 가능하다. 메가진화를 하면 날개가 초승달처럼 바뀌고 비행시 배에 있는 갑옷에 앞다리가 수납되는 형태로 바뀐다.

## 애니메이션에서의 보만다
보만다는 포켓몬스터 극장판 6기에서 바트라의 포켓몬으로 플라이곤과 결투를 한다.
《포켓몬스터 AG》101화에서 사천왕 권수의 포켓몬으로 등장하여 로켓단에게 잡힐 뻔한 피카츄를 구하고 드래곤크루와 화염방사로 로켓단을 날려버렸다.
《포켓몬스터 DP》에서 헌터 J의 비행 및 이동용 포켓몬이다.
《포켓몬스터 XY》46화에서 다시 등장한다. 로켓단이 이를 잡기 위해 최면장치를 이마에 붙였는데 기기가 제대로 작동하지 않아 보만다가 폭주하여 주변 포켓몬들이 다친다. 이를 간호순의 푸크린이 진정시켰다.
《포켓몬스터 XY&Z》34화의 칼로스리그 준결승전에서 승태의 쉘곤이 진화한 상태로 등장. 지우의 음번과의 배틀에서 동시에 쓰러져 무승부를 거두었다.

## 아공이 & 쉘곤

### 아공이
아공이(Bagon, 일본어: タツベイ 다쓰베이[*])의 분류는 돌머리 포켓몬이다.
언젠가 난다고 항상 꿈꾸며, 매일 절벽에서 뛰어 연습한다.
루비·사파이어와 에메랄드에서는 폭포오르기를 익힌 뒤 유성의 폭포 최심부로 들어가서 35의 아공이와 조우할 수 있다. 이 동굴에서는 기술머신 2번 드래곤크루를 얻을 수 있어서 바로 아공이에게 익히게 할 수 있다. 이는 오메가루비·알파사파이어에서도 여전하다.
디아루가 버전에서는 잡을 수 없고, 펄기아 버전에서는 레벨 25~26, pt 기라티나는 14~16의 아공이가 210번도로 북쪽에서 포켓트레로만 나온다. 레벨 30에 쉘곤이 된다. 쉘곤상태에서 레벨 50이 되면 보만다로 진화한다. 보만다는 드래곤, 비행타입을 가지고 있다.
《포켓몬스터 AG》 43화에서 등장. 종반부에 쉘곤으로 진화.
《포켓몬스터 AG》 187화 중 포켓몬 센터를 이탈한 아공이가 등장.
《포켓몬스터 DP》 50화에서 웅이와 호노카의 태그 배틀의 상대로 왕자리와 함께 등장하지만 패배한다.
《포켓몬스터 XY》 73화에서 승태의 포켓몬으로 등장. 후늬체육관 관장 마슈의 슈쁘와 대결하지만 타입 상성 때문에 패배한다. 이후 XY&Z 13화에서 쉘곤으로 진화하여 등장하지만 지우의 루차불에게 패배하고, 칼로스리그 준결승전에서는 보만다로 진화하여 지우의 음번과 무승부를 거둔다.

### 쉘곤
쉘곤(Shelgon, 일본어: コモルー 고모루[*])의 분류는 인내 포켓몬이다.
흰 껍질에 네 발이 달린 포켓몬으로, 껍질에 둘러싸여 진화를 기다리고 있다. 쉘곤일 때에는 먹이를 거의 먹지 않으며 껍질에 난 구멍의 안쪽에서 날개가 나는 것만을 계속 기다리고 있다. 몸무게가 큰 편이라 움직임이 둔하지만, 몸은 매우 견고하다. 껍질 안에는 보만다로의 진화를 위한 세포 변화가 계속 일어나고 있으며 적당한 시기가 되면 껍질이 벗겨지면서 보만다로 진화하게 된다. 번데기 형태가 존재하는 다른 벌레타입 포켓몬과는 달리 데기라스처럼 외부의 적에 대항할 수 있는 전투 능력을 가지고 있다.
아공이가 레벨 30일 때 쉘곤이 된다. 쉘곤이 레벨 50이 되면 보만다로 진화한다.
(보만다는 드래곤, 비행 타입을 가지고 있다.)
《포켓몬스터 AG》101화에서 드래곤 타입의 사천왕 권수가 사용하는 포켓몬이고 지우의 피카츄를 상대로 승리를 거둔다.
《포켓몬스터 XY&Z》13화에서 승태의 아공이가 진화한 상태로 등장하나 지우의 루차불에게 패하였다.

## 메가진화
메가진화 에너지가 날개에 집중이 되어 2개의 날개가 하나로 붙어 거대한 초승달 모양 날개로 변화하였다. 고속으로 비행할 때, 날개는 거대한 칼날로 변하여 앞길을 가로막는 모든 것을 베어가른다. 별명은 피에 젖은 초승달.

## 같이 보기
- 포켓몬스터